# Syfy (España)
Syfy es un canal de televisión por suscripción español, centrado en series de ciencia ficción. El canal fue lanzado el 1 de junio de 2006 y es propiedad de NBCUniversal International Networks.

## Historia
Sci-Fi nació el 1 de junio de 2006, gracias a Universal Studios Networks España, que forma parte del grupo NBCUniversal, para dar cabida a un espacio dejado por las demás cadenas hacia las series de ciencia ficción, y para liberar a Calle 13 de una de sus temáticas.
Desde el 15 de octubre de 2011, el canal cuenta con una señal en alta definición, llamada Syfy HD.

## Programación

### Programación actual[4]
- Day of the Dead
- Outlander
- Reginald The Vampire
- Scorpion
- Entre fantasmas
- The Ark
- The Outpost
- Warehouse 13 * ,, Chucky ,,

### Programación anterior
- Alias
- Alphas
- A través del tiempo
- Arrow
- Arthur
- Aventuras en el museo
- Babylon 5
- Bella y bestia
- Bugs: Agentes Especiales
- Camelot
- Casi humanos
- Caprica
- Chucky
- Cielo negro
- Dark Matter
- Day Break[5]
- Defiance
- Doctor Who
- Dominion
- Dune[5]
- El Círculo secreto
- El coche fantástico
- El coche fantástico (2008)
- El hombre invisible
- El Increíble Hulk
- Embrujadas
- Eureka
- Flash Gordon
- Haven
- Hércules: los viajes legendarios
- Héroes
- Galáctica
- Killjoys
- Kyle XY
- La conspiración Roswell (dibujos animados)[6]
- La Leyenda del Buscador
- La mujer biónica
- La zona muerta[5]
- Los 100
- Painkiller Jane
- Resident Alien
- Revolution
- Salto al infinito
- Sanctuary
- Senderos Misteriosos (Mysterious Ways)
- Siete días (Seven Days)
- Smallville
- Star Trek: Enterprise
- Stargate SG-1
- Stargate Atlantis[5]
- Stargate Universe
- Temblores (Tremors)
- The Librarians
- The Cape
- The Cape
- Tropiezos Estelares (Tripping the Rift)
- Xena: la princesa guerrera
- Warehouse 13